# Brunswick (Carolina do Norte)
Brunswick é uma cidade  localizada no estado norte-americano de Carolina do Norte, no Condado de Columbus.

## Demografia
Segundo o censo norte-americano de 2000, a sua população era de 360 habitantes. 
Em 2006, foi estimada uma população de 367, um aumento de 7 (1.9%).

## Geografia
De acordo com o United States Census Bureau tem uma área de 
1,1 km², dos quais 1,1 km² cobertos por terra e 0,0 km² cobertos por água.

## Localidades na vizinhança
O diagrama seguinte representa as localidades num raio de 24 km ao redor de Brunswick. 